# 모델 기반 개발

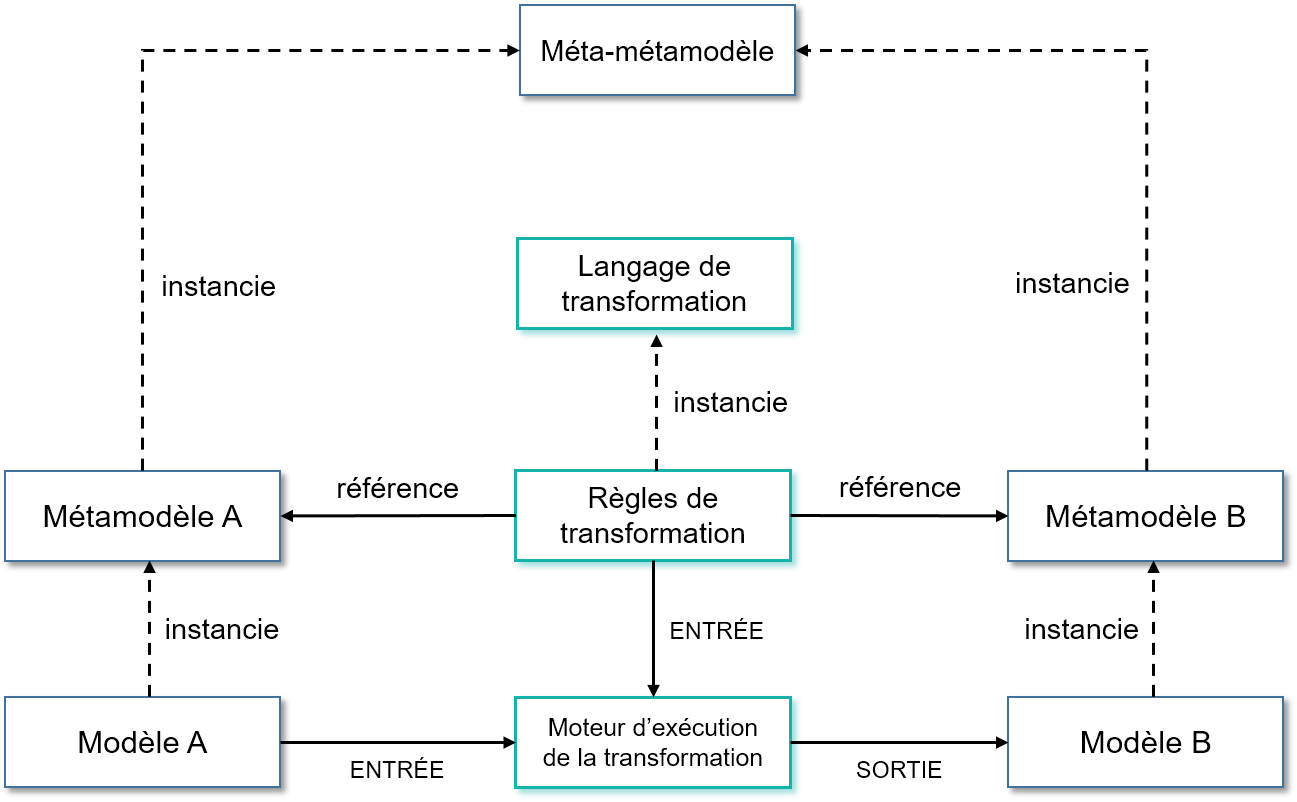

모델 기반 개발 또는 모델 구동 개발(model-driven engineering, MDE)은 특정 문제와 관련된 모든 주제의 개념적 모델인 도메인 모델을 만들고 이용하는데 초점을 둔 소프트웨어 개발 방법론이다. 그러므로 컴퓨팅(알고리즘) 개념보다 특정 애플리케이션 도메인을 관리하는 지식의 추상화 표현 및 활동을 강조한다.

## 같이 보기
- 비즈니스 프로세스 모델 및 표기법
- 도메인 주도 설계
- 도메인 특화 언어
- 오픈 API